# Bardzraszen (Ararat)
Bardzraszen – wieś w Armenii, w prowincji Ararat. W 2011 roku liczyła 1335 mieszkańców.